# Goitseone Seleka
Goitseone Seleka (sinh ngày 10 tháng 8 năm 1988) là một vận động viên Botswana thi đấu chủ yếu ở nội dung 400 mét. Cô đã tham gia vào cuộc tiếp sức 4 × 400 mét tại Giải vô địch thế giới 2013 mà không đủ điều kiện cho trận chung kết. Goitseone được sinh ra và nhân giống tại một ngôi làng tên là Nkange.
Thành tích tốt nhất của cô trong sự kiện này là 53,11 giây được thiết lập tại Porto Novo vào năm 2012.

## Thành tích giải đấu
| Năm                   | Giải đấu              | Địa điểm                           | Thứ hạng              | Nội dung              | Chú thích             |
| Representing Botswana | Representing Botswana | Representing Botswana              | Representing Botswana | Representing Botswana | Representing Botswana |
| --------------------- | --------------------- | ---------------------------------- | --------------------- | --------------------- | --------------------- |
| 2010                  | African Championships | Nairobi, Kenya                     | 14th (h)              | 800 m                 | 2:31.74               |
| 2011                  | All-Africa Games      | Maputo, Mozambique                 | 13th (sf)             | 400 m                 | 55.58                 |
| 2012                  | African Championships | Porto Novo, Benin                  | 13th (sf)             | 400 m                 | 54.09                 |
| 2012                  | African Championships | Porto Novo, Benin                  | 2nd                   | 4 × 400 m relay       | 3:31.27               |
| 2013                  | World Championships   | Moscow, Russia                     | 16th (h)              | 4 × 400 m relay       | 3:38.96               |
| 2014                  | African Championships | Marrakech, Morocco                 | 17th (h)              | 400 m                 | 55.67                 |
| 2014                  | African Championships | Marrakech, Morocco                 | 3rd                   | 4 × 400 m relay       | 3:40.28               |
| 2015                  | IAAF World Relays     | Nassau, Bahamas                    | 13th                  | 4 × 400 m relay       | 3:35.76               |
| 2015                  | African Games         | Brazzaville, Republic of the Congo | 14th (sf)             | 400 m                 | 53.23                 |
| 2015                  | African Games         | Brazzaville, Republic of the Congo | 2nd                   | 4 × 400 m relay       | 3:32.84               |
| 2016                  | African Championships | Durban, South Africa               | 15th (sf)             | 400 m                 | 54.41                 |
| 2018                  | African Championships | Asaba, Nigeria                     | 23rd (h)              | 400 m                 | 56.17                 |
| 2018                  | African Championships | Asaba, Nigeria                     | 4th                   | 4 × 400 m relay       | 3:42.16               |